# Château de Vilnius
Le château de Vilnius est un château en grande partie détruit situé à Vilnius en Lituanie. C'était l'une des fortifications majeures du grand-duché de Lituanie. Il ne reste plus actuellement que la tour de Gediminas.
Les premières fortifications furent construites en bois par le duc du grand-duché de Lituanie, Gediminas. Plus tard, la première pierre du château fut achevée en 1409 par le grand duc Vytautas le Grand. Certains vestiges de l'ancien château ont été restaurés, guidés par la recherche archéologique.

## Palais des Grands-ducs de Lituanie
Le palais des grands-ducs de Lituanie (en lituanien : Lietuvos Didžiosios Kunigaikštystės valdovų rūmai Vilniaus žemutinėje pilyje ; Zamek Dolny w Wilnie)  a été construit à l’origine au XVe siècle pour les dirigeants du grand-duché de Lituanie et les futurs rois de Pologne. Le palais, situé dans le château inférieur de Vilnius, se trouve au pied de la colline sur laquelle se dresse la tour de Gediminas. Son architecture a évolué au fil des ans et a prospéré au cours du XVIe et du milieu du XVIIe siècle. Le palais a été reconstruit dans le style Renaissance pour correspondre à la cathédrale de Vilnius. On pense que la reconstruction a été faite pour les cérémonies de proclamation de Sigismond II Auguste, le fils unique de Sigismond Ier le Vieux, en tant que grand-duc de Lituanie. Pendant quatre siècles, le palais a été le centre politique, administratif et culturel de l'Union polono-lituanienne. Incendié et gravement endommagé en 1655, il a ensuite été laissé à l'abandon pendant près de 150 ans. Ses restes en ruines ont été démolis en 1801. 

### Reconstruction
Les travaux d’un nouveau palais ont commencé en 2002 sur le site du bâtiment d’origine et il a fallu 16 ans pour les achever en 2018. Le bâtiment a été partiellement ouvert lors de la célébration du millénaire du nom de la Lituanie à l’été 2009, bien qu’il n’ait pas encore été entièrement achevé en raison du manque de financement. Le 23 mai 2013, la partie du palais connue sous le nom de Bloc A a été officiellement achevée. Le 6 juillet 2013, il a été officiellement ouvert au public, 760 ans après le couronnement de Mindaugas. La présidence du Conseil de l’Union européenne s'y est tenue le 28 novembre 2013. De 2014 à 2018, la partie du palais connue sous le nom de Bloc B était en construction. Le Bloc B et le bâtiment du musée dans son ensemble ont ouvert leurs portes le 6 juillet 2018. 